# Vedulfus
De heilige Vedulfus (? - ± 580) werd omstreeks 545 de 3e bisschop van Atrecht. Op een niet meer nader te bepalen tijdstip verplaatste hij zijn zetel naar Kamerijk, en werd daardoor de eerste bisschop van die stad. De reden voor deze verhuizing is onbekend, maar vermoed wordt dat Atrecht, dat zich toen nog binnen zijn oude Romeinse muren bevond, werd verwoest en verlaten.
Vedulfus' feestdag valt op 6 februari.